# Tårnby Sogn (Stevns Kommune)
 For alternative betydninger, se Tårnby Sogn. (Se også artikler, som begynder med Tårnby Sogn)
Tårnby Sogn er et sogn i Tryggevælde Provsti (Roskilde Stift).
I 1800-tallet var Tårnby Sogn anneks til Valløby Sogn. Begge sogne hørte til Bjæverskov Herred i Præstø Amt. Valløby-Tårnby sognekommune var i 1962 med i en frivillig kommunesammenlægning, som blev til Vallø Kommune - som ved kommunalreformen i 1970 blev udvidet yderligere. Den indgik ved strukturreformen i 2007 i Stevns Kommune.
I Tårnby Sogn ligger Tårnby Kirke.
I sognet findes følgende autoriserede stednavne:
- Holmegård (bebyggelse)
- Stolpehuse (bebyggelse)
- Store Tårnby (bebyggelse)
- Tårnby (ejerlav)